# Грембкув (гмина)
Грембкув (пол. Grębków) — сельская гмина (волость) в Польше, входит как административная единица в Венгрувский повет, Мазовецкое воеводство. Население — 4650 человек (на 2004 год).

## Демография
| Перепись                       | Всего   | Всего | Женщины | Женщины | Мужчины | Мужчины |
| ------------------------------ | ------- | ----- | ------- | ------- | ------- | ------- |
| Единицы                        | человек | %     | человек | %       | человек | %       |
| Население                      | 4650    | 100   | 2292    | 49,3    | 2358    | 50,7    |
| Плотность населения (чел./км²) | 35,6    | 35,6  | 17,5    | 17,5    | 18      | 18      |

## Поселения
1. Александрувка
2. Хоечно-Сыбиляки
3. Хоечно-Цесаже
4. Галки
5. Грембкув
6. Гродзиск
7. Яблонна
8. Колёня-Синоленка
9. Копце
10. Кузки
11. Лесьногура
12. Нова-Суха
13. Нова-Тшчанка
14. Огрудек
15. Ощеже
16. Побратымы
17. Подсуше
18. Полькув-Дадбоги
19. Полькув-Сагалы
20. Прошев-А
21. Прошев-Б
22. Слухоцин
23. Стара-Суха
24. Стара-Тшчанка
25. Стависка
26. Суходул
27. Тшебуча
28. Зомаки
29. Жарнувка

## Соседние гмины
1. Гмина Калушин
2. Гмина Котунь
3. Гмина Лив
4. Гмина Мокободы
5. Гмина Вежбно